# Горный ракетохвостый попугай
Горный ракетохвостый попугай (лат. Prioniturus montanus) — птица из отряда попугаеобразных.

## Внешний вид
Длина тела 30 см. Основная окраска оперения зелёная. Горло, грудь и живот желтовато-зелёные, Лоб, передняя сторона темени, уздечка и часть щёк тускло-синие, у основания перья зеленые. На задней стороне темени большое красное пятно. Спина у некоторых птиц с коричнево-зелёным оттенком. Подкрылья и подхвостье зеленовато-синие. Перья хвоста зелёные с черноватыми кончиками, два средних пера хвоста зелёные, удлинённые с окончаниями в виде черновато-синих «ракеток». Окологлазное кольцо узкое, серое. Клюв синевато-рогового цвета с беловатым кончиком. Радужка тёмно-коричневая. Ноги синевато-серые. Впервые описан Оливье-Грантом в 1895 году.

## Распространение
Эндемик Филиппин. Обитают на острове Лусон.

## Образ жизни
Населяют субтропические и горные тропические леса.

## Угрозы и защита
Находится под угрозой исчезновения из-за потери естественной среды обитания.